# Нопо, Касто
Касто Нопо Абесо Эвуна Ада (исп. Casto Nopo Abeso Evuna Ada; род. 23 февраля 1973 года, Малабо, Экваториальная Гвинея) — экваториальногвинейский футболист и тренер. В настоящее время он является ассистентом главного тренера сборной Экваториальной Гвинеи, за которую он выступал во время своей игровой карьеры.

## Карьера
В 2010 году Нопо стал временным тренером сборной Экваториальной Гвинеи по футболу.
В 2011 году Нопо снова стал временным тренером национальной сборной по футболу.
До января 2014 года Нопо тренировал «Пантерс». Ранее он тренировал «Аконангуи».
29 октября 2020 года, поскольку у сборной Экваториальной Гвинеи на тот момент не было главного тренера, вместе с Хуаном Мичей, был назначен главным тренером на два предстоящих официальных матча против Ливии в ноябре.